# 諾維尼 (科列茨區)
50°36′25″N 26°58′28″E / 50.60694°N 26.97444°E
諾維尼（烏克蘭語：Новини），是烏克蘭西北部的村莊，隸屬里夫內州的里夫內區。該村始建於1972年，面積0.79平方公里，海拔高度235米，2001年人口233，人口密度每平方公里296.4人。